# Ștefan Bănică
Ștefan Bănică (Bucarest, 18 ottobre 1967) è un cantautore e attore romeno.

## Discografia

### Album
- 1992 - Un actor, un rock'n'roll
- 1996 - Cel de acum'
- 2000 - Doar un Craciun cu tine
- 2001 - De dragoste...in toate felurile
- 2003 - In concert
- 2005 - Numele tau cu Angela Ghiorghiu
- 2005 - Duete + CD Numele tau
- 2007 - Marile hituri (CD+DVD)
- 2007 2008 - Impreuna
- 2009 - Un Craciun cu Stefan Banica
- 2010 - Super Love

## Filmografia

### Cinema
- Liceenii, regia di Nicolae Corjos (1986)
- Extemporal la dirigenție, regia di Nicolae Corjos (1987)
- Liceenii rock 'n roll, regia di Nicolae Corjos (1990)
- Templul tăcerii, regia di George Bușecan (1992)
- Triunghiul morții, regia di Sergiu Nicolaescu (1998)
- Sexi harem Ada-Kaleh, regia di Mircea Mureșan (1999)
- Proprietari de stele, regia di Savel Stiopu (1999)
- Mașini (Cars), regia di John Lasseter (2006)
- Ho Ho Ho, regia di Jesús del Cerro (2009)

### Televisione
- Eroii nu au vârstă, regia di M. Constantinescu - serie Tv (1984)
- O călătorie de neuitat, regia di Geo Saizescu - serie Tv (1988)
- Liber  ca pasărea cerului - Serie Tv (2019) [1]

## Programmi televisivi
- Dansez pentru tine, dal 2006 al 2013 su Pro TV.
- X Factor Romania, dal 2014 su Antena 1.